# Sigrid Netzel
Sigrid Hedda Netzel, född 17 mars 1867 i Stockholm, död där 14 september 1939, var en svensk ungdomsledare och filantrop.
Sigrid Netzel var dotter till Wilhelm och Laura Netzel. Hon genomgick Statens normalskola för flickor i Stockholm och företog studieresor till Schweiz och England. 
Netzel kom tidigt att ägna sig åt KFUK, som hon tillhörde från 1886 och där hon efter att ha varit kommittésekreterare i Föreningen för välgörenhetens ordnande 1896–1897 var vice ordförande i Centralföreningen 1897–1924. 
Netzel hade även säte i KFUK:s förbundsstyrelse från 1901 och var dess ordförande 1916–1925. 1914 blev hon medlem av KFUK:s världsförbunds styrelse i London. Netzel var även bland annat medlem av styrelsen för Stockholms stads fattigvårdsstyrelses ålderdomshem 1910–1920 och Vita Bandets skyddshem 1913–1938. 
Som djupt kristen framträdde Netzel även som ledare av bibelstudiekurser.